# The Peel Sessions (Joy Division)
The Peel Sessions è un album del 1979 del gruppo Joy Division.

## Tracce
1. Exercise One
2. Insight
3. She's Lost Control
4. Transmission
5. Love Will Tear Us Apart – Singolo
6. 24 Hours
7. Colony
8. Sound of Music